# Молинела (Салерно)
Молинела (итал. Molinella) је насеље у Италији у округу Салерно, региону Кампанија.
Према процени из 2011. у насељу је живело 39 становника. Насеље се налази на надморској висини од 453 м.